# Hans Zitt
Hans Zitt (um 1905 – nach 1937) war ein deutscher Einhandsegler und Abenteurer.

## Lebenslauf
Außer seiner in seinem Buch beschriebenen Reise im Segelboot nach Indien ist wenig von ihm bekannt. Da die Reise laut seinen Schilderungen von 1928 bis 1932 dauerte und er auf der Rückfahrt 26 Jahre alt war, ist er vermutlich 1905 oder 1906 geboren.
Bei einem Unfall in den Schweizer Bergen erlitt Hans Zitt 1927 schwere Verletzungen und eine bleibende Gehbehinderung, so dass sich der begeisterte Sportler nach einer Sportart umsah, bei der sein lahmes Bein ihn nicht behinderte.
Angeregt durch die Atlantiküberquerung Kapitän Franz Romers in einem Faltboot begann er bei München nach einer recht vagen Bastelanleitung in Reimform ein 6 Meter langes Boot zu bauen, das er auf den Namen "Bayern" taufte. Dass sein selbstentworfenes und -gebautes Boot beim ersten Stapellauf sofort sank, dämpfte seinen Enthusiasmus in keiner Weise.
Zunächst mit Gefährten, dann allein, segelte er Donau abwärts, durch den Bosporus und über Griechenland nach Port Said.
Das Leben auf dem Balkan erscheint selbst nach damaligen Maßstäben als ärmlich und hart. In der Türkei versuchte er sich als Mechaniker und besuchte die Schlachtfelder des Ersten Weltkrieges an den Dardanellen. Eine Schatzsuche in Griechenland scheiterte. In Ägypten durfte er, weil er kein Geld für die geforderte Kaution hatte, erst nach einer Rundreise an Bord eines Frachters durch die halbe Ägäis an Land und verdiente sich das Geld für die Durchfahrt durch den Suezkanal im Zirkus als Preisboxer.
Das Rote Meer stellte ihn auf eine harte Probe. Tagelang lag er ohne Wasser, von einer schweren Malaria geschüttelt, in der Kajüte seines in einer Flaute dümpelnden Bootes.
Nach dem Horn von Afrika hielt er sich zunächst an die arabische Küste, aber nach einem Überfall durch Beduinen im Oman setzte er direkten Kurs nach Indien über das offene Meer. Nach einer elfwöchigen Überfahrt, während der er in einem Sturm kenterte und sein ganzes Trinkwasser verlor, erreichte er, rund drei Jahre nachdem er in Deutschland gestartet war, endlich Indien.
Hans Zitt war ein überzeugter Nationalsozialist, der am gescheiterten Putschversuch Hitlers 1923 in München aktiv teilnahm. In seinem 1937 erschienenen Buch Ein Mann, ein Boot, ein fernes Land macht er aus seiner politischen Überzeugung auch keinen Hehl, entsprach sie doch dem herrschenden Zeitgeist und brachte ihm in der Presse Sympathien.
Hans Zitts Reise mag auf den ersten Blick nicht besonders spektakulär erscheinen, doch gelten gerade das Rote Meer und das Arabische Meer wegen der dortigen Windverhältnisse als besonders schwierige Gewässer für Segelboote, zumal für so kleine Boote und ohne Hilfsmotor. Die Nähe der Küste war, damals wie heute, wegen der unsicheren politischen Verhältnisse in den meisten angrenzenden Ländern ein zusätzliches Risiko statt einer Hilfe. Im Roten Meer machen auch die ausgedehnten Korallenriffe das Segeln in Küstennähe gefährlich.
1961 musste der Weltumsegler Rollo Gebhard beim Versuch, Zitts Route mit einem ähnlich großen Boot zu folgen, im Jemen aufgeben, nachdem er, wie Hans Zitt, mehrmals gekentert und bei einem Landgang von Beduinen überfallen worden war.
In der Deutschen Demokratischen Republik wurde Zitts Buch Sturm auf den Annaberg : Mit dem Freikorps Oberland in Oberschlesien (Bertelsmann, Gütersloh 1938) auf die Liste der auszusondernden Literatur gesetzt.